# Michael Simms
Michael Simms (Oakland, 26 de julio de 1974) es un deportista estadounidense que compitió en boxeo. Ganó una medalla de oro en el Campeonato Mundial de Boxeo Aficionado de 2011, en el peso semipesado.
En agosto de 2000 disputó su primera pelea como profesional. En su carrera profesional tuvo en total 40 combates, con un registro de 22 victorias, 16 derrotas y 2 empates.

## Palmarés internacional
| Campeonato Mundial | Campeonato Mundial       | Campeonato Mundial | Campeonato Mundial |
| Año                | Lugar                    | Medalla            | Categoría          |
| ------------------ | ------------------------ | ------------------ | ------------------ |
| 1999               | Houston (Estados Unidos) | Medalla de oro     | 81 kg              |